# Peter Boyle (monteur)
Pour les articles homonymes, voir Peter Boyle et Boyle.
Peter Boyle (27 mai 1946, Formby), est un monteur de films anglais. Son travail sur The Hours, en 2002, a été primé.

## Filmographie
- 1981 : Inseminoid
- 1986 : Clockwise
- 1987 : L'Irlandais
- 1988 : La Bête de guerre
- 1990 : Tante Julia et le scribouillard (Tune in Tomorrow...)
- 1991 : Robin des Bois, prince des voleurs
- 1992 : Le Cheval venu de la mer
- 1993 : Sommersby
- 1994 : Rapa Nui
- 1995 : Waterworld
- 1996 : La Nuit des rois
- 1997 : Postman
- 1998 : Still Crazy : De retour pour mettre le feu
- 2000 : Quills, la plume et le sang
- 2002 : The Hours
- 2004 : Instincts meurtriers
- 2005 : Dérapage
- 2006 : Tristan et Yseult
- 2007 : Chambre 1408
- 2011 : The Thing de Matthijs van Heijningen Jr.
- 2014 : L'Affaire Monet (The Forger) de Philip Martin
- 2014 : Elsa & Fred de Michael Radford